# Главная полицмейстерская канцелярия
Главная полицмейстерская канцелярия — орган управления полицией в Российской империи в 1718—1782 годах. Руководил органом генерал-полицмейстер.

## История
Появление Главной полицейской канцелярии было связано с указом Петра I о должности генерал-полицмейстера, первым из которых стал А. М. Девиер. Первоначальный штат Канцелярии состоял из его заместителя, четырёх офицеров и 36 нижних чинов полиции.
Главная полицмейстерская канцелярия считалась одной из структур управления в Санкт-Петербурге. В её ведении находили обслуживающие её дьяки и подьячие, архитекторской и квартирной конторами, командами трубочистов и фурманов-возчиков (отвечающих за вывоз из города нечистот), пожарной службой и полицейскими штабами при съезжих дворах.
Во времена правления императрицы Елизаветы Петровны функции Главной полицмейстерской канцелярии изменились, и учреждение стало главной полицейской организацией Российской империи. Полицмейстерская канцелярия стала прообразом Министерства внутренних дел. Главной полицмейстерской канцелярии начали подчиняться все полицмейстерские канцелярии империи, включая Московскую полицмейстерскую канцелярию.